# Grotte

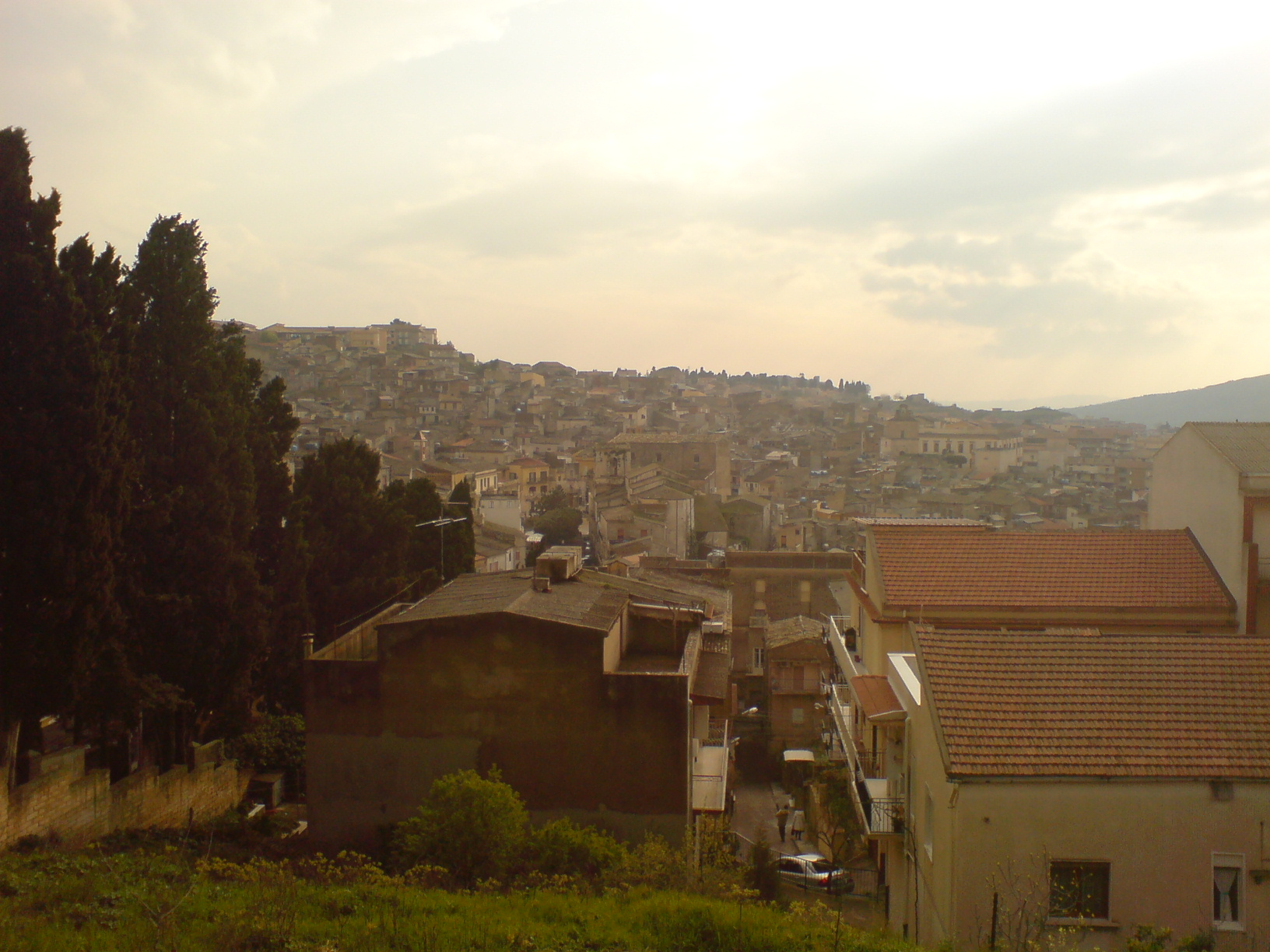
Uitzicht over Grotte

Grotte is een gemeente in de Italiaanse provincie Agrigento (regio Sicilië) en telt 5 944 inwoners (2011). De oppervlakte bedraagt 23,9 km², de bevolkingsdichtheid is 256 inwoners per km².

## Demografie
Grotte telt ongeveer 2393 huishoudens. Het aantal inwoners daalde in de periode 1991-2011 met 22,7% volgens cijfers uit de tienjaarlijkse volkstellingen van ISTAT.
| Jaar | Inwoneraantal |
| ---- | ------------- |
| 1991 | 7449          |
| 2001 | 6208          |
| 2011 | 5839          |

## Geografie
De gemeente ligt op ongeveer 516 m boven zeeniveau.
Grotte grenst aan de volgende gemeenten: Aragona, Campofranco (CL), Comitini,  Favara, Milena (CL), Racalmuto.
Agrigento · Alessandria della Rocca · Aragona · Bivona · Burgio · Calamonaci · Caltabellotta · Camastra · Cammarata · Campobello di Licata · Canicattì · Casteltermini · Castrofilippo · Cattolica Eraclea · Cianciana · Comitini · Favara · Grotte · Joppolo Giancaxio · Lampedusa e Linosa · Licata · Lucca Sicula · Menfi · Montallegro · Montevago · Naro · Palma di Montechiaro · Porto Empedocle · Racalmuto · Raffadali · Ravanusa · Realmonte · Ribera · Sambuca di Sicilia · San Biagio Platani · San Giovanni Gemini · Sant'Angelo Muxaro · Santa Elisabetta · Santa Margherita di Belice · Santo Stefano Quisquina · Sciacca · Siculiana · Villafranca Sicula
1. ↑  https://demo.istat.it/?l=it.